# William Haughton
Pour les articles homonymes, voir Haughton.
William Haughton (mort à Londres en juillet 1605) est un dramaturge anglais de la période élisabéthaine. Entre les années 1597 et 1602, il a collaboré à de nombreuses pièces avec Henry Chettle, Thomas Dekker, John Day, Richard Hathway et Wentworth Smith.

## Biographie

### Renseignements sur sa vie
Le peu que l'on connaisse de William Haughton vient du livre de comptes de Philip Henslowe, retrouvé au Dulwich College à la fin du XVIIIe siècle, et qui couvre la période 1592 – 1609. Propriétaire de plusieurs théâtres, dont The Rose et The Fortune, Philip Henslowe tient scrupuleusement à jour sa comptabilité. Ses bordereaux de paiement indiquent, entre autres, ses achats de pièces que lui proposent certains dramaturges comme John Webster, Robert Daborne et Thomas Heywood. Entre 1598 et 1603, Henslowe fait ainsi appel de façon plus ou moins régulière à vingt-six dramaturges, qui produisent en moyenne vingt nouvelles pièces par an.

### Hypothèses sur son âge
William Haughton apparaît la première fois dans le livre de Henslowe le 5 novembre 1597 sous l'appellation de « jeune Horton ». De tous les dramaturges que Henslowe emploie à ce moment-là, Ben Jonson, âgé juste de vingt-cinq ans, est le plus jeune. À partir de cette annotation « jeune Horton », Albert Baugh émet l'hypothèse que Haughton doit être le plus jeune de tous, et doit donc être âgé au plus de vingt-quatre ans. Par contre, compte tenu de la maturité dont il fait preuve, de son éducation qui suggère un séjour universitaire, et de sa connaissance des langues étrangères, il lui donne plus de vingt ans. En général, sa date de naissance est estimée entre 1573 et 1578.

### Hypothèses sur son éducation
Son éducation semble ne pas avoir été négligée, car, dans son œuvre, il fait parfois allusion à la philosophie, à la mythologie et à la littérature antiques, ainsi qu'à l'histoire ancienne, ce qui laisse supposer qu'il a fréquenté l'université. Des recherches dans les registres d'inscription de deux principales universités sont restées vaines, malgré des occurrences ayant des prénoms et patronymes proches.

### Orthographe de son nom
Quant à l'écriture « Horton », qui apparaît la première fois, l'orthographe de Henslowe est si chaotique, puisqu'il écrit son propre nom de différentes façons, parfois sur une même page : Henslaye, Henchley, Henselow, Hinchlow, Hinslowe, etc., révélant son passé de domestique non éduqué, qu'il ne faut pas se fier à sa graphie du nom de ses dramaturges. Concernant Haughton, il écrit au fil du temps indifféremment : Hawton, Hauton, Haughtoun, Haulton, Howghton, Horton, Harton, et Harvghton,. En revanche sur les reçus, Haughton signe toujours « William Haughton », et c'est cette graphie qui est retenue, même si, sur son testament nuncupatif, son nom est orthographié « Houghton ».
En mars 1600, Haughton est enfermé, sans doute pour dettes, au Clink (en), une prison située à Southwark, et Henslowe lui avance dix shillings pour permettre sa libération le 10 de ce même mois. Ce genre de mésaventure est assez commun à l'époque, et il est arrivé plusieurs fois à Henslowe de faire libérer ses dramaturges : Chettle, Dekker, Daborne, Massinger ont connu ce type de déboire.

### Mort
Après une activité théâtrale intense qui dure cinq années, on perd brusquement sa trace dans le livre de comptes de Henslowe à partir du 8 septembre 1602, alors qu'il travaille pourtant sur la pièce William Cartwright. Trois années plus tard, pendant lesquelles on ignore ce qu'il a fait, Haughton meurt entre le 6 juin et le 20 juillet 1605. On doit cette information à la découverte de son testament nuncupatif (testament oral), qui a été établi dans la paroisse de All Hallows Staining (en)dans la Cité de Londres le 5 juin en présence des témoins suivants : le dramaturge Wentworth Smith, une certaine Elizabeth Lewes et « divers autres ». Il déclare laisser ses biens à sa femme, Alice, pour lui permettre d'élever leurs enfants.

## Œuvres
Haughton a souvent écrit en collaboration, ce qui est commun à cette époque. Roselyn Knutson a évalué qu'au moins 50 % des nouvelles pièces jouées par la troupe de l'amiral sont écrites en collaboration. La seule pièce qui nous soit restée et dont Haughton est l'auteur unique est English-Men for my money Or, A Woman will have her Will, écrite en 1598, imprimée en 1616, puis réimprimée en 1626 et 1631. Dans un monde où sont apparus des échanges et des marchés nouveaux, cette pièce met en lumière la difficulté de distinguer entre l'étranger et le national, entre l'ordre et le désordre. Elle a été incluse dans la collection Old English Drama de 1830 et dans l'édition par William Carew Hazlitt (en) de l'anthologie de Dodsley Select Collection of Old Plays en 15 volumes (1876).
Selon les papiers de Henslowe, Haughton travaille en août 1599 sur une pièce aujourd'hui disparue The Poor Man's Paradise, et la même année, en collaboration avec John Day, sur Tragedy of Thomas Merry (payée 5 £) et Cox of Collumpton (novembre 1599), toutes deux perdues. Bien que ces deux pièces n'existent plus, des historiens du théâtre ont émis l'hypothèse qu'il s'agit de pièces policières ou criminelles, qui mettent en scène un meurtre qui s'est réellement passé. Pour Cox of Collumpton, John Payne Collier (en) y voit l'histoire d'un meurtre commis à cette époque à Cullompton, petite ville du Devonshire. Pour Tragedy of Thomas Merry, Baug propose le meurtre « barbare » commis par Thomas Merry le vendredi 23 août 1594 sur les personnes de Robert Beech et Thomas Winchester.
Avec Chettle et Thomas Dekker, Haughton écrit Patient Grissil, pour laquelle les auteurs reçoivent de Henslowe 6 £ le 26 décembre, puis 4 £ le 29. Ce total de 10 £ est exceptionnel, une pièce étant payée en moyenne 6 £. Avec Chettle, Haughton entreprend The Arcadian Virgin (non imprimée), qui était peut-être une pièce pastorale, genre que Haughton n'a jamais repris. La somme reçue pour cet ouvrage n'est que de 30 shillings, ce qui indique que la pièce ne fut sans doute pas achevée. En février 1600, de nouveau avec Day et Dekker, il écrit The Spanish Moor's Tragedy (probablement la même pièce que Lust's Dominion, qui sera imprimée en 1657 comme une pièce de Marlowe), et, en mars, avec les mêmes auteurs et Chettle, The Seven Wise Masters (non imprimée), qui était peut-être inspirée de l'histoire des sept sages, très populaire au Moyen Âge.
Libéré de prison grâce à Henslowe le 10 mars, Haughton se remet au travail le 18 sur Ferrex and Porrex (non imprimée), probablement une adaptation de Gorboduc, vieille pièce de Thomas Norton et Thomas Sackville de 1561, puis, en avril, il travaille sur English Fugitives (non imprimée, peut-être inachevée). En mai il remet à Henslowe The Devil and his Dame, pour laquelle il reçoit cinq shillings, et qui sera imprimée en 1662 sous le titre Grim, the Collier of Croydon, puis le même mois Strange News out of Poland (non imprimée) en collaboration avec un certain Pett, dont on ne trouve le nom nulle part ailleurs. Fleay se demande si Pett n'est pas simplement Chettle écrit à la façon fantaisiste habituelle de Henslowe. Haughton entreprend l'écriture seul d'une pièce intitulée Indes ou Judas – l'écriture manuscrite ne permet pas de distinguer entre ces deux lectures – (non imprimée). Haughton reçoit le 27 mai 1600 un seul versement de 30 shillings pour cette pièce, ce qui suggère qu'elle est restée inachevée. En décembre 1600 et janvier 1601 Robin Hood's Pennyworths (non imprimée, peut-être inachevée). Toutes ces pièces sont jouées au Théâtre de la Rose pour la troupe de l'amiral, les suivantes seront jouée au Théâtre de la Fortune.
En 1601, il rejoint Day pour la deuxième et troisième partie de The Blind Beggar of Bethnal Green, qui a connu un grand succès, The Six Yeomen of the West (non imprimée), The Proud Woman of Antwerp and Friar Rush (non imprimée) et la seconde partie de Tom Dough (non imprimée, peut-être inachevée). Avec Day et Wentworth Smith, il écrit The Conquest of West Indies (non imprimée), puis avec Richard Hathway et Smith les deux parties de The Six Clothiers (non imprimée). Le 8 septembre 1602, il s'engage seul dans l'écriture d'une pièce intitulée William Cartwright (non imprimée, peut-être inachevée) pour laquelle il reçoit 50 shillings, et à partir de cette date, il disparaît des livres de Henslowe.
En s'appuyant sur les comptes de Henslowe, Gerald E. Bentley a estimé que sur une période de vingt-trois mois, s'étendant d'août 1599 à novembre 1601, Haughton a gagné 47 £, soit quasiment autant que des auteurs plus connus tels que Chettle ou Chapman.
Fleay conjecture que certaines des pièces ci-dessus, réputées non imprimées, l'auraient été sous d'autres titres.